# جيمي فيلدينغ (لاعب كرة قدم)
جيمي فيلدينغ (بالإنجليزية: Jamie Fielding)‏ هو لاعب كرة قدم بريطاني في مركز الدفاع، ولد في عقد 1990. لعب مع إيستبورن بوروه.